# Unsub
Unsub est une série télévisée américaine en huit épisodes de 48 minutes, créée par David J. Burke, Stephen J. Cannell et Stephen Kronish., et diffusée entre le 3 février 1989 et le 14 avril 1989 sur le réseau NBC.
UNSUB est l'abréviation pour UNknown SUBject of an investigation qu'on peut traduire en français par suspect inconnu sous enquête.
La série est inédite dans tous les pays francophones.

## Synopsis
Une section spéciale du département de la justice composée de spécialistes du comportement, de scientifiques et de médecins légaux enquêtent sur des meurtriers en séries et de crimes violents non résolus.

## Distribution
- David Soul : John Westley Grayson
- M. Emmet Walsh : Ned Platt
- Kent McCord : Alan McWhirter
- Andrea Mann (en) : Norma McWhirter
- Jennifer Hetrick : Ann Madison
- Richard Kind : Jimmy Bello
- Joe Maruzzo : Tony D'Agostino

## Fiche technique
- Producteur : John Peter Kousakis
- Coproducteur : Clifton Campbell
- Producteur superviseur : Jo Swerling Jr.
- Producteurs exécutifs : Stephen J. Cannell, David J. Burke, Stephen Kronish
- Producteurs associés : Alan Cassidy, Tucker Gates
- Musique : Mike Post
- Directeur de la photographie : Francis Kenny
- Montage : Howard Terrill, David Blangsted, Larry Lester
- Casting : Vicky Huff et Simon Ayer
- Création des décors : Stephen Geaghan
- Compagnie de production : Stephen J. Cannell Productions
- Compagnie de distribution : NBC
- Pays :  États-Unis
- Langue : Anglais
- Durée : 50 minutes
- Image : Couleurs
- Ratio : 1.33.1 plein écran
- Audio : Stéréo
- Lieu de tournage : Vancouver, au Canada

 Sauf indication contraire, les informations mentionnées dans cette section peuvent être confirmées par la base de données cinématographiques IMDb,  présente dans la section « Liens externes ».

## Épisodes
1. Ossements révélateurs (White Bone Demon)
2. Harceleur silencieux (Silent Stalker)
3. Table rase (Clean Slate)
4. Cher Papa (Daddy Dearest)
5. Balade sur le fleuve (And They Swam Right Over the Dam)
6. Le Soulèvement des morts, 1re partie (And the Dead Shall Rise to Condemn Thee, part one)
7. Le Soulèvement des morts, 2e partie (And the Dead Shall Rise to Condemn Thee, part two)
8. Usé (Burn Out)

## Sortie DVD
L'intégrale des épisodes est disponible dans le coffret Prime Time Crime The Stephen J. Cannell Collection chez Mill Creek Entertainment. Il est paru le 27 juillet 2010 en Zone 1.